# سالي باين
سالي باين (بالإنجليزية: Sally Payne)‏ هي ممثلة أمريكية، ولدت في 5 سبتمبر 1912 في شيكاغو في الولايات المتحدة، وتوفيت في 8 مايو 1999 في لوس أنجلوس في الولايات المتحدة بسبب سكتة دماغية.

## وصلات خارجية
- سالي باين على موقع IMDb (الإنجليزية)
- سالي باين على موقع قاعدة بيانات الفيلم (الإنجليزية)